# Hotel Saint-Pierre

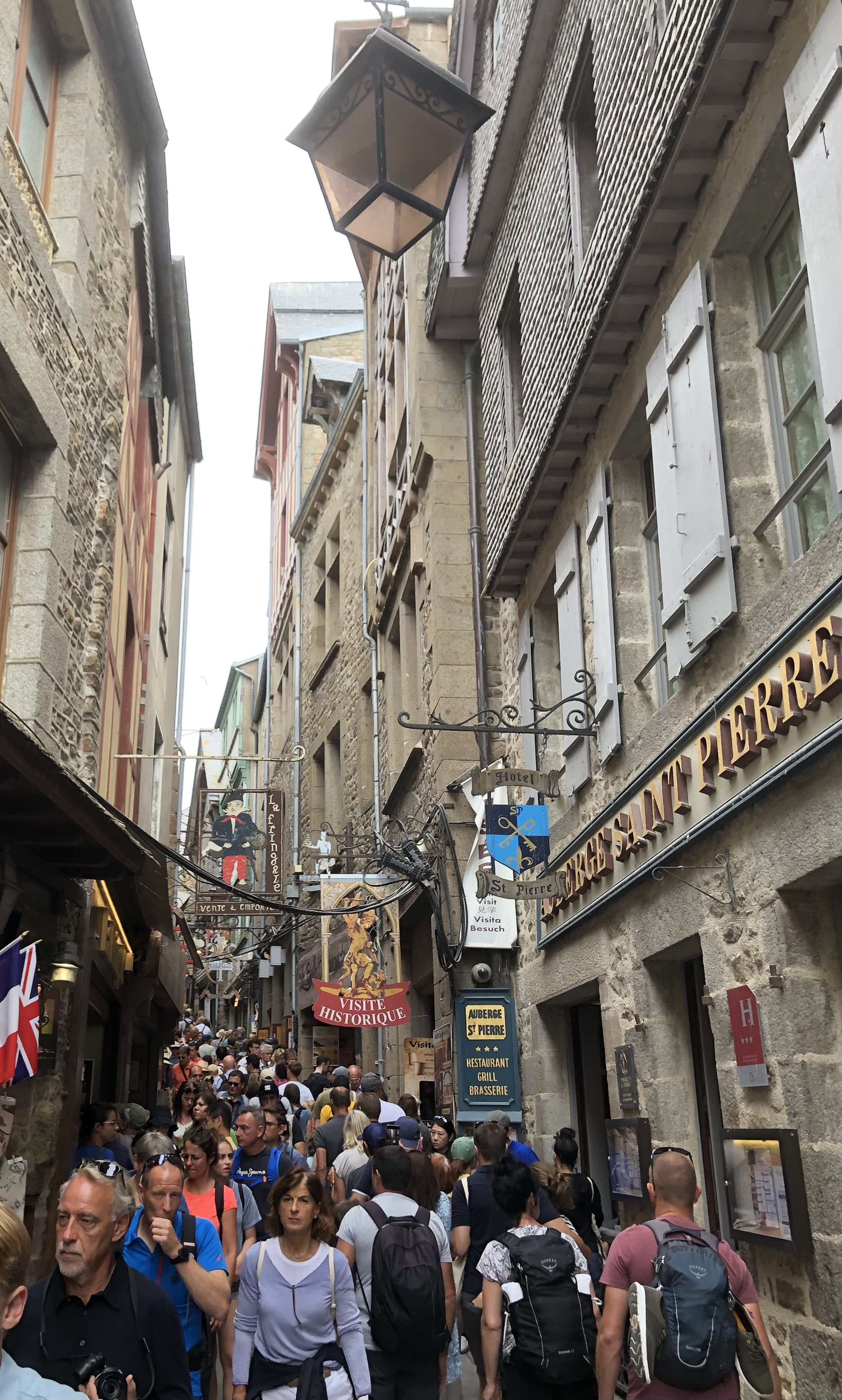
Hotel Saint-Pierre (rechts) in der Grand Rue, 2022

Das Hotel Saint-Pierre (französisch Hôtel Saint-Pierre) ist ein denkmalgeschütztes Hotel in der Gemeinde Le Mont-Saint-Michel in Frankreich.
Das Hotel befindet sich im südöstlichen Teil der Insel Mont Saint-Michel, auf der Ostseite der Hauptstraße Grand Rue.
Der Bau wurde zum Teil in Fachwerkbauweise errichtet. Am 4. April 1938 wurde das Hotel als Monument Historique registriert. Es wird in der Liste der Monuments historiques in Le Mont-Saint-Michel unter der Nummer PA00110473 mit dem Status Classé geführt. Das Gebäude befindet sich in Privateigentum.